# Phyllanthus brasiliensis
Phyllanthus brasiliensis är en emblikaväxtart som först beskrevs av Jean Baptiste Christophe Fusée Aublet, och fick sitt nu gällande namn av Jean Louis Marie Poiret. Phyllanthus brasiliensis ingår i släktet Phyllanthus och familjen emblikaväxter.

## Underarter
Arten delas in i följande underarter:
- P. b. brasiliensis
- P. b. glaber